# Nils Thornström
Nils Thornström, född 13 maj 1897 i Kungsör, död där 15 juli 1980, var en svensk kalkylator, målare och tecknare
Han var son till skomakaren Nils Petter Thornström och Maria Sofia Karlsson och från 1918 gift med Gunnborg Vilhelmina Karlsson. Vid sidan av sitt yrke som kalkylator var han verksam som autodidakt konstnär. Separat ställde han ut några gånger i Kungsör och han medverkade i ett flertal samlingsutställningar i Västerås och Kungsör. Hans konst består huvudsakligen av miljöbilder från det gamla Kungsör. Thornström är representerad vid Kungsör kommun. 